# Pueblo purépecha

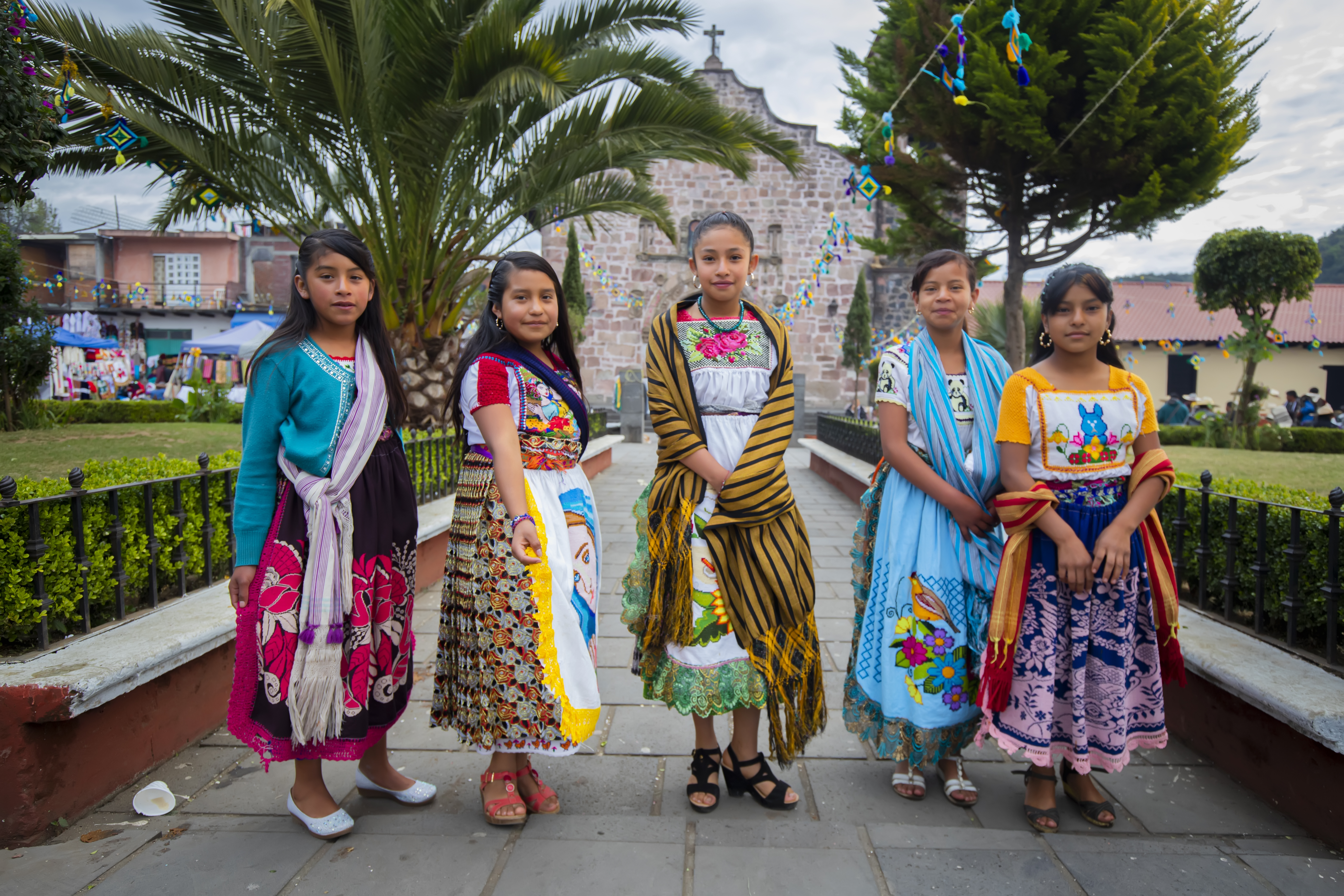
Niñas purépechas

La nación purépecha (p'urhepecha o p'urhe, idioma purépecha [pʰuˈɽepeʧa]) es un pueblo indígena que habita primordialmente en el estado de Michoacán, México. Sus miembros son conocidos como p’urhépecha en su etimología purépecha P'urhépecherio ('tierra de los purépecha') y fueron conocidos como los michoacas o michoacanos en su etimología náhuatl, como habitantes de Michoacán ('lugar de pescadores'), y que también habitaron en los estados de Guanajuato, Guerrero y Jalisco en México. 
En su mayoría los purépechas viven en los 22 municipios de Michoacán que forman la “región purépecha”: Coeneo, Charapan, Cherán, Chilchota, Erongarícuaro, Los Reyes, Nahuatzen, Nuevo Parangaricutiro, Paracho, Pátzcuaro, Peribán, Quiroga, Tancítaro, Tangamandapio, Tangancícuaro, Tingambato, Tingüindín, Tocumbo, Tzintzuntzan, Uruapan, Zacapu y Ziracuarétiro. Los grupos que han inmigrado se han establecido principalmente en estados mexicanos vecinos como Jalisco, Guanajuato, Guerrero, Estado de México, Colima, y también en Ciudad de México y Estados Unidos. Las actividades básicas de la mayoría de los purépechas son la metalurgia, que es lo que impidió la conquista de los mexicas, la agricultura, ganadería, alfarería, pesca y la elaboración de diversas artesanías y trajes típicos, etcétera.[cita requerida]

## Historia

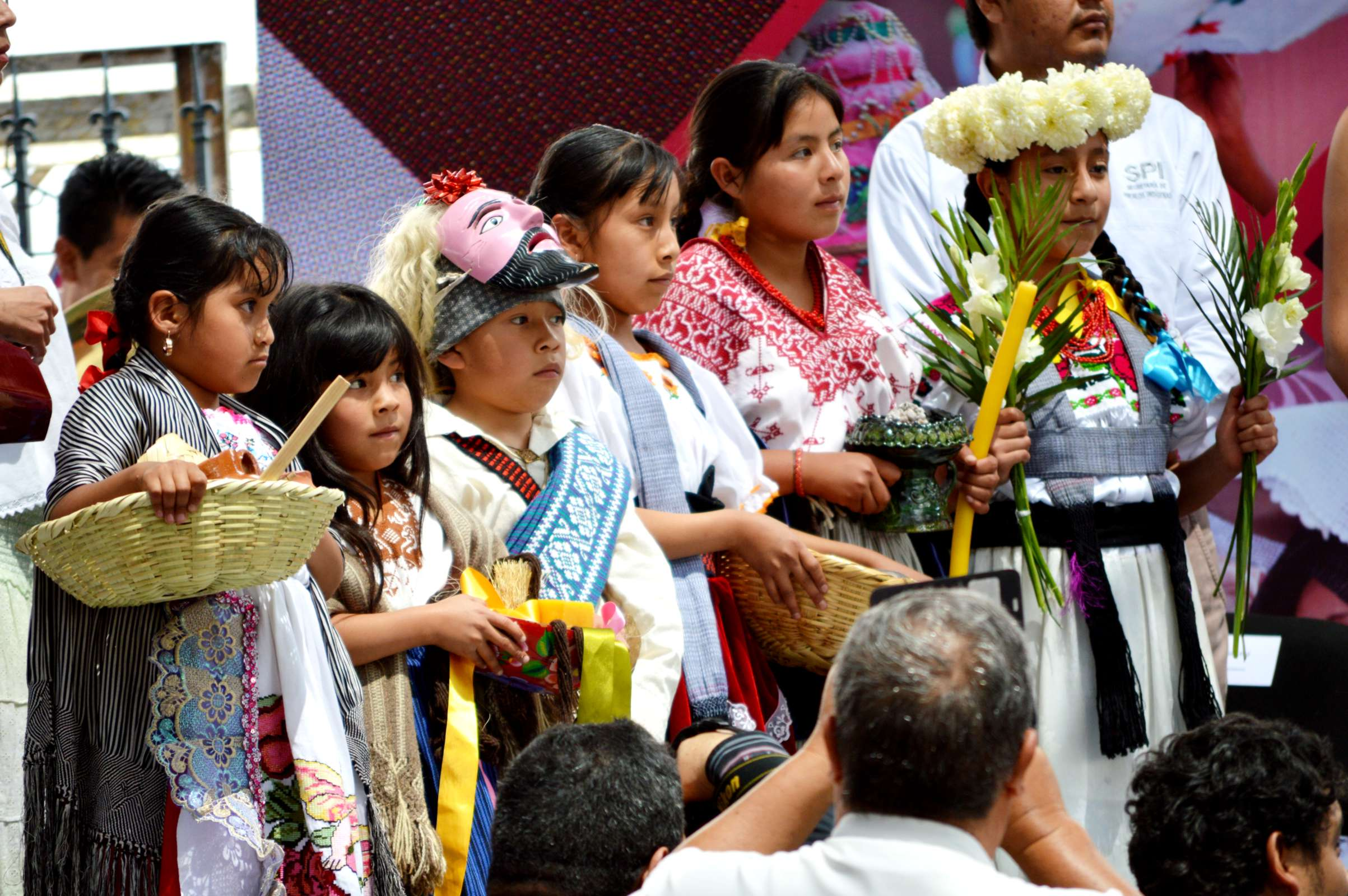
Representantes de la gente p'urhépecha en la “Muestra de Indumentaria Tradicional de Ceremonias y Danzas de Michoacán” de 2015, parte del tianguis de domingo de ramos en Uruapan, Michoacán.

Entre los siglos XV y XVI, el imperio purépecha, con capital en Ts'intsuntsani, Zincucani o Tzintzuntzan, fue una potencia de la Edad del Cobre mesoamericana de primera magnitud que resistió el empuje del Imperio mexica. Su imperio abarcaba la parte sur del estado de Guanajuato, gran parte del estado de Michoacán y la región norte del estado de Guerrero hasta el sur del Estado de México. Dado que era gobernado por clanes enseñoreados en varias casas establecidas en varios puntos, podría hablarse de una confederación de éstos, a partir de cierta época de su historia hasta la invasión española de sus territorios. Su éxito militar y económico se debió, en parte, a que los purépechas eran hábiles trabajadores de metales como el oro y el cobre. Este factor sin duda ayudó a mantener su independencia de los mexicas. Los purépechas antiguos eran hablantes exclusivos del idioma purépecha, una lengua aislada que no guarda relación histórica demostrada con ninguna otra en la región. La más famosa fuente de información acerca de los purépechas es la Relación de Michoacán redactada por Fray Jerónimo de Alcalá para el Virrey Antonio de Mendoza alrededor de 1540.

### Imperio Purépecha
El mayor personaje en la historia de los P'urhépecha es el rey Tariácuri (sacerdote del viento) nacido en el siglo XIV, un símil de Topiltzin Quetzalcóatl. Durante el reinado de Tariácuri el pueblo p'urhépecha se consolidó como un poderoso imperio cuya influencia se expandió enormemente lo largo de Mesoamérica. Al final de su vida, Tariácuri dividió administrativamente su imperio en tres reinos, uno resguardado por su hijo Hiquíngare y los otros por sus dos sobrinos Hiripan y Tangáxoan. Posteriormente Axayácatl, emperador de los aztecas, invadió el imperio purépecha, lo que llevó a que se unieran los tres reinos hasta entonces divididos, en uno solo, con Tangáxoan I como rey del imperio reunificado que logró expulsar finalmente a los mexicas del territorio purépecha. Sin embargo los conflictos entre nahuas y purépechas no terminarían, ya que después de la derrota de los mexicas comenzaría la guerra del salitre.

### Era Virreinal (Imperio Español)
Después de la llegada de los españoles, el irecha ('señor de las innumerables casas') o señor michoacano Tangáxoan II se sometió sin presentar resistencia al Imperio español ante el conquistador español Cristóbal de Olid con el objetivo de salvar a su gente y de negociar un tratado de paz. En 1530 el gobernador y presidente de la Primera Audiencia Nuño de Guzmán saqueó la región, destruyendo templos, centros ceremoniales y tumbas en búsqueda de metales preciosos. Asimismo, mandó ejecutar a Tangáxoan II, después de someterlo a un juicio en que se le acusó de dar muerte a españoles, mantener ocultamente su antigua religión y alentar la desobediencia. Esto provocó un caos en la región. Muchos indígenas huyeron a los cerros y ocurrieron diversos episodios de violencia.
Esta situación movió a la Corona a enviar como "visitador" al oidor y posteriormente obispo don Vasco de Quiroga. Quiroga logró establecer un orden colonial duradero que a la vez favoreció la continuidad de los remanentes de la cultura p'urhépecha a través de los siglos. Se le atribuye la enseñanza de diversos oficios, las especializaciones artesanales de cada pueblo y otras tradiciones con influencias españolas que permanecen hasta hoy día.
Durante la época virreinal el territorio p'urhépecha fue dividido en varias jurisdicciones gobernadas por alcaldes mayores, dependientes del virreinato de la Nueva España. Del punto de vista eclesiástico, la mayor parte de este territorio quedó dentro del Obispado de Michoacán. 
Por otro lado, muchos P'urhépecha participaron en la colonización y poblamiento del norte de la Nueva España, y de las regiones inhabitadas del Bajío (teniendo en cuenta que parte del Bajío pertenecía ya, en esa época, al imperio purépecha).
Los P'urhépecha vivieron en pueblos de indios. Los más importantes tenían un gobernador y un cabildo indígena, integrado por regidores, alcaldes y alguaciles de elección anual. Estas autoridades tenían un control corporativo sobre las tierras, aguas y bosques, así como facultades judiciales, fiscales y administrativas en el ámbito local.
Asimismo, en la mayor parte de los pueblos se establecieron hospitales. La iniciativa se ha atribuido tanto al obispo Vasco de Quiroga como a los franciscanos, en particular a fray Juan de San Miguel. Estos hospitales, además de sus funciones propiamente médicas, tenían propósitos educativos y de asistencia social. El ejemplo más notable es el de la fundación quiroguiana de Santa Fe de la Laguna. 
La población p'urhépecha fue duramente afectada por las epidemias en el siglo XVI, particularmente por el cocoliztli o teretsekua de 1576. A fines del siglo XVI la Corona española procedió a un programa de "congregaciones" o reubicación y concentración de pueblos, lo cual provocó la desaparición de muchas poblaciones menores.

## Orígenes

### Origen de los purépechas
Algunos autores estiman que el origen de los purhépecha estaría en el continente sudamericano, basándose en diferentes tipos de evidencias:[cita requerida]
1. Los rastros de cerámica, construcciones y entierros de "tipo pozo" esparcidos desde América del Sur hasta la zona central de México.
2. Las similitudes artísticas-religiosas entre la cultura p'urhépecha y los pueblos sudamericanos.
3. El parecido lingüístico con la lengua Protoquechua,[5] que fue el idioma del imperio wari.[6]
4. El uso del bronce arsenical que anterior a estos sólo era conocido por las culturas sudamericanas

Sin embargo, estos factores no constituyen una evidencia suficientemente sólida para dar por garantizado dicho origen.

### Origen del nombre purépecha
P'orhépecheo o Purhépecherhu, que significa "lugar donde viven los p'urhé". De acuerdo con la Comisión Nacional para el Desarrollo de los Pueblos Indígenas en México, este pueblo de las regiones lacustre y montañosa del centro de Michoacán se llama a sí mismo p'urhépecha, y cada uno de sus integrantes es un p'urhé o p'uré que significa gente o persona; esto implica una autoafirmación como seres humanos y pueblo en general. Existe una polémica respecto de esta denominación, debido a que, en la antigüedad, los p'urhépecha eran siervos y ayudantes de guerra y sólo a ellos se les nombraba así, mientras que, por ejemplo, a los señores principales se les denominaba achéecha. Razón por la cual se considera inadecuado hablar de un imperio purépecha. En todo caso, en la actualidad, el etnónimo en uso es el de purépechas en español o p'urhépecha en lengua purépecha.

### Origen del nombre tarasco
El nombre "tarasco", supuestamente les fue dado por los españoles, aunque de acuerdo a José Corona Núñez (Mitología tarasca, Instituto Michoacano de Cultura, 1999. p. 30) el nombre de tarascos proviene del venerable dios engendrador Tharas Úpeme puesto que, citando a Sahagún:

"Su dios que tenían se llamaba Taras, del cual, tomando su nombre de los michoacanos, también se dice tarasca; y este Taras, en lengua mexica se dice Mixcóatl..."

Mientras que citando a Pedro Ponce de León, contemporáneo de Sahagún:

"Huitzilopochtli, igual a Taras, dios de los Mechuaca."

A pesar de que el estudio de José Corona, el pobre estudio y entendimiento de la cultura Tarasca-P'urhépecha ha permitido que se mantenga el malentendido de esta denominación durante mucho tiempo, sin que exista un acuerdo al respecto.
Otra hipótesis señala que la razón por la cual se les llama "tarascos" a los P'urhépecha se explica de la siguiente manera:

Cuando los españoles llegaron en el siglo XVI a la zona lacustre de Mechuacan (lugar entre lagos), los pobladores locales, lejos de conflagrar contra los nuevos "invasores", los vieron como sus aliados al haber derrocado al Imperio Azteca, por lo tanto los locales pacíficamente regalaron a los españoles a sus hermanas como obsequio para que viajaran con ellos en sus nuevas expediciones hacia el sur del país; por lo cual cuando los españoles se despedían de los pueblos purhépechas; ellos los despedían diciéndoles "Tatzikia tarhashkuecha" que significaba adiós cuñados... Por lo cual los españoles les decían los tarhashkuas o los tarascos, porque al no entender el idioma de ellos solo escuchaban que mencionaban esta palabra en repetidas ocasiones. "tarhashkua, tarhashkua, tatzikia tarhashkua".
(Luis Mario Fuentes Chagolla)  Relación de Michoacán. Fray Jerónimo de Alcalá.  Fondo de Cultura Económica.

## Religión
Originalmente la cultura purépecha tenía su propia religión original y nativa del imperio purépecha que mantuvo hasta el contacto hispánico, posterior a este contacto comenzó la evangelización de los purépechas, por parte de las órdenes fransciscanas en las regiones fronterizas del imperio purépecha, ya anexado a la Corona española cuando todavía vivía Tangáxoan II. Posterior a la muerte de Tangáxoan II provocada por Nuño de Guzmán, se produjo una rebelión en la región, por lo cual se comisionó a los misioneros franciscanos y agustinos, y al abogado y humanista Vasco de Quiroga, calmar la situación después de la Segunda Audiencia (y de la deportación de Nuño de Guzmán a España), lo que desembocó en la adopción del catolicismo de gran parte de los purépechas a mediados de la era colonial. Actualmente la mayor parte de los purépechas son católicos. Desde cierto punto de vista y ya que, antes de la Conquista, la confederación de clanes tarascos tenían otra configuración sociopolítica y poliétnica, el pueblo purépecha —como hoy está constituido— nació en el siglo XVI, cuando se cristianizaron dichos clanes.
La religión purépecha prehispánica
Tradicionalmente se ha considerado que la religión p'urhépecha prehispánica era de tipo politeísta. Aunque José Corona Núñez sugiere que creían en un principio creador conformado por una parte masculina Curicaveri o Curicaheri y otra femenina Cuerahuáperi. Existía también la "palabra" o "soplo divino" o mensajero, llamado Curitacaheri. También esta tríada se puede ver como la madre, el padre y la creación del nuevo ser; mientras que el principio creador masculino se representaba por medio del Sol, el principio creador femenino por la Luna y el producto o mensajero era Venus.
El cosmos de los p'urhépecha estaba formado por tres mundos: el mundo de los muertos Cumánchecuaro situado bajo tierra, el mundo de los vivos Echerendu situado en la superficie de la Tierra y el mundo de los dioses engendradores Aúandarhu situado en el cielo. Mientras que el cosmos se dividía en cinco diferentes direcciones, cada una custodiada por deidades llamadas Tirépemes:
- Oriente: identificado por el color rojo, lugar donde renace el Sol y custodiada por Tirépeme-Quarencha.
- Occidente: identificado por el color blanco, lugar donde moría el Sol y custodiada por Tirépeme-Turupten.
- Norte: identificado por el color amarillo, dirección del solsticio de invierno y custodiada por Tirépeme-Xungápeti.
- Sur: identificado por el color negro, entrada al paraíso (tlallocan mexica) y custodiada por Tirépeme-Caheri.
- Centro: identificado por el color azul, lugar donde renace el Sol y custodiada por Chupi-Tirépeme.

Cada Tirépeme era una manifestación (hermano) de Curicaveri, y cada dirección representaba una estadía (casa) del dios sol-fuego. A cada dirección estaban adjudicadas distintas propiedades, haciendo parecer que cada Tirépeme era una deidad diferente.
Algo similar ocurría con Cuerahuáperi ('desatar en el vientre') que es la gran creadora, dadora de vida y de muerte, ella también tenía cuatro manifestaciones (hijas) que eran las nubes de las cuatro diferentes direcciones (simbolizadas por diferentes colores); las cuales podía hacer germinar la vida con lluvias adecuadas, ahogarla con torrenciales aguaceros o destruirla con granizadas y heladas.
La más importante manifestación de Cuerahuáperi era su hija Xarátanga ('diosa de los mantenimientos') representada por la luna nueva, mientras que su madre resulta ser la luna menguante (vieja). De una manera similar a que el sol de oriente es hijo o "renacimiento" del sol muerto en occidente, Xarátanga (la luna nueva) es la renovación de Cuerahuáperi (la luna menguante).
De esta forma las manifestaciones del principio creador adquiere diferentes formas y nombres de acuerdo a la dirección y el estrato del cosmos del que se trate. Sugiriendo una religión politeísta conformada de un amplio panteón, visión que no es adecuada.

## Bandera purépecha

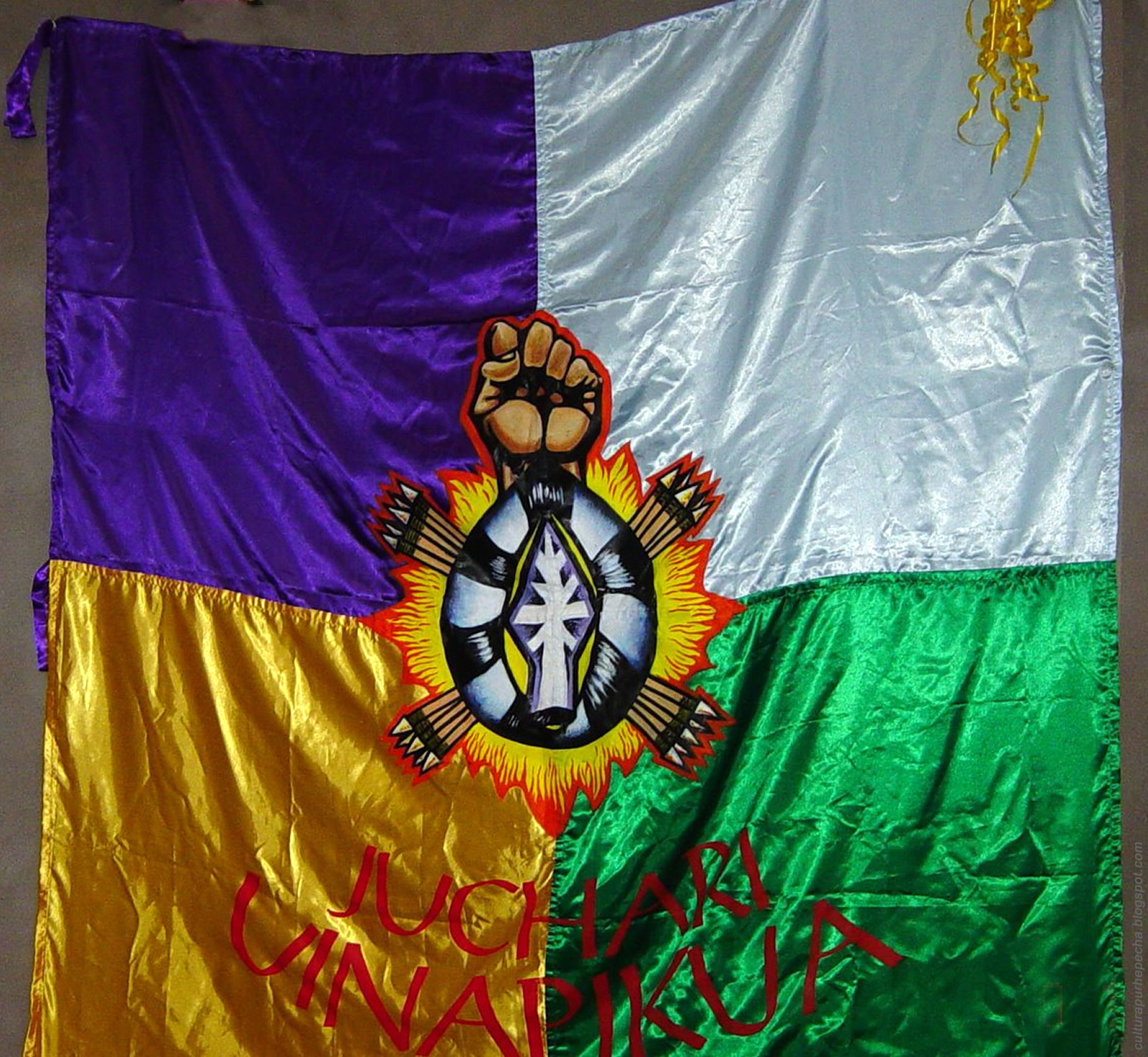
La bandera del pueblo p'urhépecha.

La bandera p'urhépecha o anaakukua surge como un símbolo de unión e identidad con todos los p'urhépecha, buscando al mismo tiempo la organización y lucha de los pueblos p'urhépecha contra las nuevas formas de dominio y explotación que agreden constantemente a las comunidades indígenas y en general a toda la cultura. Y como un homenaje a todos los hermanos caídos por la defensa de las tradiciones p’urhépecha y por la integralidad de las tierras comunales, especialmente a los indígenas asesinados el 17 de noviembre de 1979 en Santa Fe de la Laguna por los ganaderos y guardias blancas de Quiroga, se hace la ceremonia de la toma de bandera p'urhépecha en la comunidad indígena de Santa Fe de la Laguna, municipio de Quiroga, Michoacán, México, el día lunes 17 de noviembre de 1980. 
En el proyecto para la elaboración y diseño de esta bandera p'urhépecha han intervenido un gran número de personas de las distintas regiones p’urhépecha, así como de diferentes niveles de conocimientos y disciplinas, llegando a la presente imagen simbólica que puede explicarse como sigue:
- Amarillo (Eraxamanirhu - Región Cañada de los 11 Pueblos), que representa la región de la cañada con el río Duero que corre serpenteando los Once Pueblos como un símbolo de vida y energía que transmite a la gente de esta región fértil.
- Verde (Juátarhu - Región Meseta P'urhépecha), que expresa la fecundidad de los bosques serranos y la riqueza de las maderas comunales de los pueblos pertenecientes a la llamada Meseta P’urhépecha o Tarasca.
- Morado (Tsakápundurhu - Región Ciénaga de Zacapu), que hace presente la región de la Ciénaga y de sus pueblos que han perdido el idioma materno y gran parte de su herencia cultural, que sin embargo aún cuidan y mantienen con sus manos a uno de sus dioses antiguos: el maíz.
- Azul (Japóndarhu - Región Lago), que da la significación de la región lacustre, donde fue el centro del Reino P’urhépecha, reflejando en sus aguas la grandeza de sus dioses y la memoria presente de las Yácatas que aún se conservan en casi todos los pueblos ribereños, donde se continúa tomando un alimento ancestral: el pescado blanco.

En el centro, se ha colocado un bloque de obsidiana que representa a Curicaveri, es la forma de dios solar y que significaba el Gran Fuego, el que se alimenta de Fuego; forma que abrasa y proyecta a los diferentes puntos cardinales cuatro grupos de flechas, en la Relación se dice: estas flechas son dioses; en cada de estas, mata al dios Curicaveri y no suelta dos flechas en vano. También se encuentra el cuchillo de piedra blanca que señala el mensaje o destino del pueblo P'urhépecha y su origen divino, descendiente del "Linaje del Dios Curicaveri".
La mano cerrada indica la unión de la raza P’urhépecha, presencia del hombre y la mujer que unen a todos los rincones de nuestros pueblos para defender su destino de pueblo elegido, como la oración que se repite ahora a través de los siglos:
“…¡Oh tú, / dios del fuego, / recibe propicio nuestras preces: / lleguen hasta ti las espirales / de humo / de la leña sagrada / el valor / a nuestros guerreros / que hoy empuñan las armas / para aumentar los dominios / de nuestro padre el SOL / … Tú, / que eres la mañana de oro, / ciega a tus enemigos, / envuélvelos en el humo / que se levanta / de estas mil hogueras / y hazlos caer a todos / en manos de tu ejército.”
Como lema del escudo p'urhépecha, se ha tomado la frase que nació en la lucha organizada por la defensa de las tierras comunales en Santa Fe de la Laguna; Juchari Uinapikua ('Nuestra fuerza'), palabras que encierran toda la herencia cultural de un pueblo no vencido y que hoy repiten el resto de los pueblos p'urhépecha que luchan por su liberación.